# Montgomery Ward
Pour les articles homonymes, voir Ward.
Montgomery Ward (aussi connue sous le nom de Wards) était une chaîne américaine de grands magasins. Fondée à Chicago en 1872 par Aaron Montgomery Ward, c'était alors la première entreprise de vente par correspondance au monde. Pionnière dans l'introduction de l'organisation scientifique du travail, elle fut étudiée par le théoricien William Leffingwell. Son siège se trouvait dans le bâtiment historique de Montgomery Ward Company Complex à Chicago. À son zénith, la société était une des plus grandes chaînes de magasins des États-Unis. Les ventes ont progressivement diminué à la fin du XXe siècle, et l'entreprise a déposé son bilan en 2001.